# Williams Triumph
Williams Triumph is een Brits historisch merk van motorfietsen
Les Williams was in de jaren zeventig racemanager bij het Britse merk Triumph. Hij hield zich vooral bezig met de driecilinder Triumph T150 Trident racer en met name de machine die Slippery Sam werd genoemd.
Nadat Triumph Engineering Company in 1975 dreigde op te houden met bestaan omdat de nieuwe eigenaar Dennis Poore de fabriek in Meriden wilde sluiten, nam Williams een groot aantal restanten over waarmee hij zijn eigen motorfietsen kon gaan maken. Daarvoor richtte hij in 1976 zijn eigen bedrijf op. 

## Triumph Slippery Sam Replica
| Triumph Legend 741                               |
| Triumph Legend 964                               |
| De Triumph Legend TT van Triumph Motorcycles Ltd |

Als eerste bouwde hij een aantal replica's van Slippery Sam, die zelfs nog de Production TT van 1975 op het eiland Man had gewonnen. Hij leverde de machines als volwaardige racers, maar ook in streetlegal-versies met verlichting en kenteken. Ze waren gebaseerd op normale blokken van de Triumph T150 Trident, later ook op het BSA A75 Rocket 3-blok met voorover hellend cilinderblok dat werd toegepast in de Triumph T160 Trident. Sommige van deze replica's werden opgeboord tot 980 cc met een kit van Norman Hyde. De eerste exemplaren werden al in 1976 gebouwd, maar de levering ging - mits er vraag was - in elk geval door in 1977 en wellicht nog veel langer. 

## Triumph Legend 741 en Triumph Legend 964
Ook op basis van het BSA A7 Rocket 3-blok bouwde Williams de Triumph Legend 741. De eerste werd rond 1982 gebouwd en ze was veel moderner dan de originele Triumph Trident ooit geweest was. Er was veel kunststof gebruik, inclusief het "kontje" achter het zadel en de machine kreeg twee schijfremmen in het voorwiel. Bij de Triumph Legend 964 was de cilinderinhoud vergroot tot 964 cc. Van dit model werden tussen 1982 en 1992 ongeveer 60 exemplaren gebouwd. Na artikelen in het Britse blad Classic Bike en het Amerikaanse Cycle World kwamen weliswaar honderden bestellingen binnen, maar Williams kon de productie niet verhogen door de beperkte beschikbaarheid van onderdelen en zijn kleine bedrijfje. De kentekens van de machines geven vaak veel oudere bouwjaren aan, omdat frames en dus ook framenummers van oude Triumph's werden gebruikt. De machines op de foto's geven bouwjaar 1975 aan, maar zijn in werkelijkheid veel jonger.

## Triumph Buccaneer
De Triumph Buccaneer van Williams was technisch en uiterlijk vrijwel gelijk aan de Legends, maar was voorzien van het 740cc-paralleltwinblok van de Triumph T140 Bonneville. 
Het bedrijf van Les Williams bestond in 2021 nog steeds als L.P. Williams Triumph in Claughton. 
John Bloor kocht in 1983 de merknaam "Triumph", maar deed daar vooralsnog niets mee. Hij gaf Les Williams en Les Harris toestemming om voorlopig onder deze merknaam motorfietsen te bouwen. Daarmee hielden ze het merk in leven. In 1989 begon Bloor zelf zijn eigen, geheel nieuwe modellen te bouwen in zijn fabriek in Hinckley onder de naam Triumph Motorcycles Ltd. Van 1998 tot 2001 bouwde dit bedrijf de Triumph Legend TT, een 900cc-driecilinder met dubbele bovenliggende nokkenassen.